# Dibba Al-Fujairah SC
Il Dibba Al-Fujairah SC (in arabo نادي دبا الفجيرة‎?, in italiano "club nazionale di Fujairah") è una polisportiva di Dibba Al-Fujairah, cittadina degli Emirati Arabi Uniti, nota principalmente per la sezione calcistica. Milita nella massima divisione del campionato emiratino di calcio.
La squadra gioca le sue partite casalinghe per il Dibba Stadium, una struttura situata nella città di Dibba Al-Fujairah che può ospitate fino a circa 10.000 spettatori. Aperto nel 2022 è uno degli stadi più moderni degli Emirati Arabi Uniti.

## Palmarès

### Competizioni nazionali
- Campionato emiratino di seconda divisione: 2

2014-2015, 2021-2022
- Campionato emiratino di terza divisione: 1

2009-2010

### Altri piazzamenti
- Coppa della Federazione calcistica degli Emirati Arabi Uniti:

Finalista: 2010-2011
- Coppa di Lega (Emirati Arabi Uniti):

Semifinalista: 2017-2018
- Campionato emiratino di seconda divisione:

Secondo posto: 2011-2012, 2024-2025

## Organico
Rosa per la stagione 2024-2025.
| N. |                                | Ruolo | Calciatore          |
| -- | ------------------------------ | ----- | ------------------- |
| 2  | Emirati Arabi Uniti (bandiera) | D     | Habib Yousuf        |
| 3  | Brasile (bandiera)             | D     | Pedro Moraes        |
| 4  | Emirati Arabi Uniti (bandiera) | C     | Tafadzwa Dhliwayo   |
| 5  | Emirati Arabi Uniti (bandiera) | D     | Rashed Al-Dhanhani  |
| 6  | Brasile (bandiera)             | D     | Roger Mendonça      |
| 7  | Brasile (bandiera)             | C     | Muralha             |
| 8  | Emirati Arabi Uniti (bandiera) | C     | Tareq Ahmed         |
| 11 | Brasile (bandiera)             | A     | Gustavo Henrique    |
| 12 | Emirati Arabi Uniti (bandiera) | P     | Mohamed Al Rowaihy  |
| 15 | Emirati Arabi Uniti (bandiera) | C     | Khalfan Hassan      |
| 16 | Emirati Arabi Uniti (bandiera) | C     | Sultan Al-Hefeiti   |
| 17 | Emirati Arabi Uniti (bandiera) | D     | Abdullah Mohammed   |
| 18 | Egitto (bandiera)              | D     | Abdelrahman Dergham |
| 19 | Giordania (bandiera)           | D     | Ahmed Salam         |
| 22 | Emirati Arabi Uniti (bandiera) | C     | Amer Omar           |
| 25 | Costa d'Avorio (bandiera)      | C     | Arthur Koyo         |
| 27 | Emirati Arabi Uniti (bandiera) | C     | Ahmed Nabil         |
| 35 | Emirati Arabi Uniti (bandiera) | D     | Khalid Abdulla      |

| N. |                                | Ruolo | Calciatore                             |
| -- | ------------------------------ | ----- | -------------------------------------- |
| 45 | Emirati Arabi Uniti (bandiera) | D     | Khaled Rashed                          |
| 49 | Emirati Arabi Uniti (bandiera) | D     | Rashed Al-Khodaim                      |
| 55 | Emirati Arabi Uniti (bandiera) | P     | Saeed Al-Mesmari                       |
| 77 | Brasile (bandiera)             | C     | Saymon Cabral                          |
| 89 | Guinea (bandiera)              | C     | Abdoulaye Conde                        |
| 90 | Brasile (bandiera)             | A     | Diogo Acosta                           |
| 91 | Brasile (bandiera)             | A     | Wesley Braga (in prestito dal Gulf FC) |
| 92 | Emirati Arabi Uniti (bandiera) | A     | Saeed Jassim                           |
| 96 | Brasile (bandiera)             | D     | Gilmário Vitor                         |
| 99 | Mali (bandiera)                | A     | Alhassane Tamboura                     |
|    | Emirati Arabi Uniti (bandiera) | P     | Humood Howaij                          |
|    | Emirati Arabi Uniti (bandiera) | D     | Abdulla Saeed                          |
|    | Emirati Arabi Uniti (bandiera) | D     | Sulaiman Al-Dhanhani                   |
|    | Uruguay (bandiera)             | C     | Fabricio Fernández                     |
|    | Nigeria (bandiera)             | C     | Stanley Ogoh                           |
|    | Emirati Arabi Uniti (bandiera) | C     | Abdullah Al-Nuaimi                     |
|    | Emirati Arabi Uniti (bandiera) | A     | Mohammed Al-Hammadi                    |

## Cronistoria recente
| Stagione | Livello | Num. di squadre | Posizione | Coppa del Presidente | Coppa di Lega emiratina |
| -------- | ------- | --------------- | --------- | -------------------- | ----------------------- |
| 2008–09  | 2       | 16              | 13°       | Turno preliminare    | —                       |
| 2009–10  | 3       | 8               | 1°        | Turno preliminare    | —                       |
| 2010–11  | 2       | 8               | 3°        | Ottavi di finale     | —                       |
| 2011–12  | 2       | 8               | 2°        | Turno preliminare    | —                       |
| 2012–13  | 1       | 14              | 13°       | Quarti di finale     | Primo turno             |
| 2013–14  | 2       | 13              | 3°        | Turno preliminare    | —                       |
| 2014–15  | 2       | 11              | 1°        | Ottavi di finale     | —                       |
| 2015–16  | 1       | 14              | 10°       | Ottavi di finale     | Primo turno             |
| 2016–17  | 1       | 14              | 12°       | Ottavi di finale     | Primo turno             |
| 2017–18  | 1       | 12              | 9°        | Quarti di finale     | Semifinali              |
| 2018–19  | 1       | 14              | 14°       | Quarti di finale     | Primo turno             |
| 2019–20  | 2       | 11              | 5°        | Turno preliminare    | —                       |
| 2020–21  | 2       | 11              | 4°        | Turno preliminare    | —                       |
| 2021–22  | 2       | 11              | 1°        | Turno preliminare    | —                       |
| 2022–23  | 1       | 14              | 13°       | Turno preliminare    | Primo turno             |
| 2023–24  | 2       | 17              | 3°        | Ottavi di finale     | —                       |
| 2024–25  | 2       | 15              | 2°        | Ottavi di finale     | —                       |